# Eumonocentrus bifurca
Eumonocentrus bifurca är en insektsart som beskrevs av William D. Funkhouser 1927. Eumonocentrus bifurca ingår i släktet Eumonocentrus och familjen hornstritar. Inga underarter finns listade i Catalogue of Life.